# 유럽 학점 이수 시스템
유럽 학점 이수 시스템(European Credit Transfer and Accumulation System, ECTS)은 유럽연합과 기타 협업하는 유럽 국가들 간 고등교육을 위해 정해진 학습 결과와 관련 작업량에 기반한 학습량을 비교하는 기준이다. 성공적으로 완수된 학습에 대해 ECTS 학점이 부여된다. 1년을 채우면 60 ECTS 학점이 부여되며 이는 기준이나 자격의 종류에 관계 없이 보통 총 1500~1800시간의 작업량에 맞먹는다. ECTS 학점은 유럽 연한의 학점 이첩이나 진전을 용이케 할 목적으로 사용된다. 또, ECTS는 지역 표준 등급 외에 표시하기 위해 고안된 표준 채점 등급을 포함한다.

## 현행 체계
| 국가                         | 연도별 학점 | 학점별 시간 | 학점 이름 |
| ---------------------------- | ----------- | ----------- | --- |
| 유럽 연합 (EU)               | 60          | 25-30       | ECTS 학점 |
| 유럽 연합 회원국             |             |             | |
| 오스트리아                   | 60          | 25          | ECTS (ECTS-Punkte, ECTS credits) |
| 벨기에                       | 60          | 25-30       | ECTS (studiepunten, ECTS) |
| 불가리아                     | 60          | 25-30 (*)   | кредити |
| 크로아티아                   | 60          | 25-30       | ECTS bodovi |
| 키프로스                     | 60          | 30          | ECTS |
| 체코공화국                   | 60          | ~26         | kredity |
| 덴마크                       | 60          | ~28         | ECTS-point |
| 잉글랜드, 웨일스, 북아일랜드 | 120         | 10          | Credits (Open University – points). Two England/Wales/Northern Ireland credits are equivalent to one ECTS credit.                                             |
| 에스토니아                   | 60          | 26          | ainepunkt (EAP). Currently because many students are still used to the older system the longer name 'euroopa ainepunkt' is more often used for clarity's sake |
| 핀란드                       | 60          | 27          | opintopiste (op) / studiepoäng (Swedish) |
| 프랑스                       | 60          | 29          | crédits ECTS |
| 독일                         | 60          | 25-30       | ECTS, Leistungspunkte (LP), Kreditpunkte (KP), Credit Points (CP) or Credits                                                                                  |
| 그리스                       | 60          | 30          | ECTS, Credit Points (CP), Μονάδες Φόρτου Εργασίας (Διδακτικές Μονάδες - Δ.Μ) or Credits                                                                       |
| 헝가리                       | 60          | 30          | kredit(pont) |
| 아일랜드                     | 60          |             | ECTS |
| 이탈리아                     | 60          | 25          | crediti formativi universitari (CFU) |
| 라트비아                     | 60          | 30          | ECTS kredītpunkts (equals 1.5 "Latvian" credit points - kredītpunkts (KP))                                                                                    |
| 리투아니아                   | 60          | ~28         | kreditai; ECTS kreditai |
| 룩셈부르크                   | 60          |             | ECTS |
| 몰타                         | 60          | 25          | ECTS-credits |
| 네덜란드                     | 60          | 28          | studiepunten (ECTS or EC) |
| 폴란드                       | 60          | 25-30       | punkty ECTS, eceteesy |
| 포르투갈                     | 60          | 28          | créditos |
| 루마니아                     | 60          | 30          | credite (SECTS) |
| 스코틀랜드                   | 120         | 10          | SCQF credit points (2 SCQF points equal 1 ECTS point) |
| 슬로바키아                   | 60          | 25          | kredity |
| 슬로베니아                   | 60          |             | kreditne točke |
| 스페인                       | 60          | 25-30       | créditos ECTS |
| 스웨덴                       | 60          | 26.667      | högskolepoäng (Used from July 2007) |
| EFTA 회원국                  |             |             | |
| 아이슬란드                   | 60          | 25-30       | einingar (units) |
| 리히텐슈타인                 | 60          |             | |
| 노르웨이                     | 60          | 25-30       | studiepoeng |
| 스위스                       | 60          | 30          | ECTS-credits |
| Other European Countries     |             |             | |
| 보스니아 헤르체고비나        | 60          | 25          | ECTS bodovi |
| 마케도니아                   | 60          |             | кредити (ECTS) |
| 몬테네그로                   | 60          |             | ECTS-krediti |
| 세르비아                     | 60          | 30          | ЕСПБ бодови / ESPB bodovi |
| 터키                         | 60          | 25-30       | AKTS - kredi |
| 우크라이나                   | 60          | 30          | кредити |
| 조지아                       | 60          | 30          | კრედიტები (kreditebi) |

## 한국 학점으로의 변환
ECTS와 한국 학점의 변환은 학교마다 기준이 다르나, 대부분 2/3, 0.6, 1/2, 셋 중에 하나의 기준을 적용해서 환산한다.
이탈리아 등 유럽의 경우 1년에 60 ECTS씩 3년 동안 180 ECTS를 획득해야 학사 학위를 취득할 수 있다. 한국은 일반적으로 1년에 35학점씩 4년 동안 140학점을 취득해야 학사 학위를 취득할 수 있다. 따라서 학사 학위 기준으로 본다면 한국 1학점 당 1.3 ECTS가 된다. 반면 1년 동안의 교환 학생의 경우, 1학점이 1.7 ECTS가 된다.
ECTS의 경우 학점 당 25-30시간의 수업을 요구한다. 한국의 경우 15-16주 수업에, 자연과학대의 경우 이론 수업 2학점에 30시간, 실험 수업 1학점에 30시간의 수업을 한다. 학점 당 15-30시간을 요구한다. 이론 수업과 실험 수업을 합쳐서 3학점 60시간으로 진행하기도 하며, 이 경우 학점 당 20시간이다. 고등교육법 시행령 제14조에 따라 학점당 필요한 이수시간은 매 학기 최소 15시간 이상이다. 한국을 학점 당 20시간으로 보고, ECTS와 시간 기준으로 비교해 보면, 60시간 동안 2 ECTS를 딸 수 있는데 한국은 3학점을 딸 수 있으므로 오히려 1학점이 0.67 ECTS가 되어야 한다. 유럽은 3년 안에 학사 학위를 따야 하므로, 대학을 4년 다니는 한국에 비해 수업 시수가 많은 것으로 보인다.
인문학, 사회과학의 경우, 학점 당 15시간씩, 일주일에 3시간씩 45시간, 3학점 수업이 일반적이다. 이 경우, 60시간 동안 4학점이나 이수가 가능하여 60시간 동안 2 ECTS 밖에 못 따는 유럽과 비교하여, 1학점이 0.5 ECTS 밖에 안 된다.
시간 기준으로 계산하면 유럽은 3년 동안 학사 학위 취득을 위해 4,500 ~ 5,400 시간의 수업을 들어야 한다.(180 x 25 = 4,500 또는 180 x 30 = 5,400) 반면에 한국은 1,820 ~ 2,987 시간을 들어야 학사 학위를 딸 수 있다.(15주 시간표에 중간고사, 기말고사 2주를 빼고 매주 2시간씩 수업하는 2학점짜리 수업의 경우 140 x 1 x 13 = 1,820 시간. 16주 시간표에 매주 4시간씩 수업하는 3학점짜리 수업의 경우 140 x 1.3 x 16 = 2,912 또는 좀 더 정확하게 4 x 16 x (140 / 3) = 2,987 시간. 한국은 수업 시수에 중간고사, 기말고사 등 수업이 아닌 것들도 들어가지만, 유럽에서는 시험 시간은 수업 시간과 별도로 계산한다. 거기다가 한국은 첫주는 수업 변경 가능 기간이라 오리엔테이션만 하고 수업은 안 하는 경우도 많다.) 한국은 4년제 대학교이고, 유럽은 3년제 대학교이지만, 실제 학사 졸업에 필요한 수업 시간은 유럽이 한국의 1.5배에서 3배 정도로, 더 많다.
- 2/3 기준 학교 (3 ECTS = 2학점. 1학점 = 1.5 ECTS.)

- 건국대(1:1에서 3:2로 변경)

- 0.6 기준 학교 (10 ECTS = 6학점. 1학점 = 1.7 ECTS.)

- 서울대
- 가천대

- 1/2 기준 학교 (2 ECTS = 1학점. 1학점 = 2 ECTS.)

- 연세대
- 성균관대
- 한양대(2/3에서 1/2로 변경)

## 같이 보기
- ECTS 채점 등급
- 볼로냐 과정
- 에라스뮈스 프로그램